# Czarny Kocioł Jagniątkowski

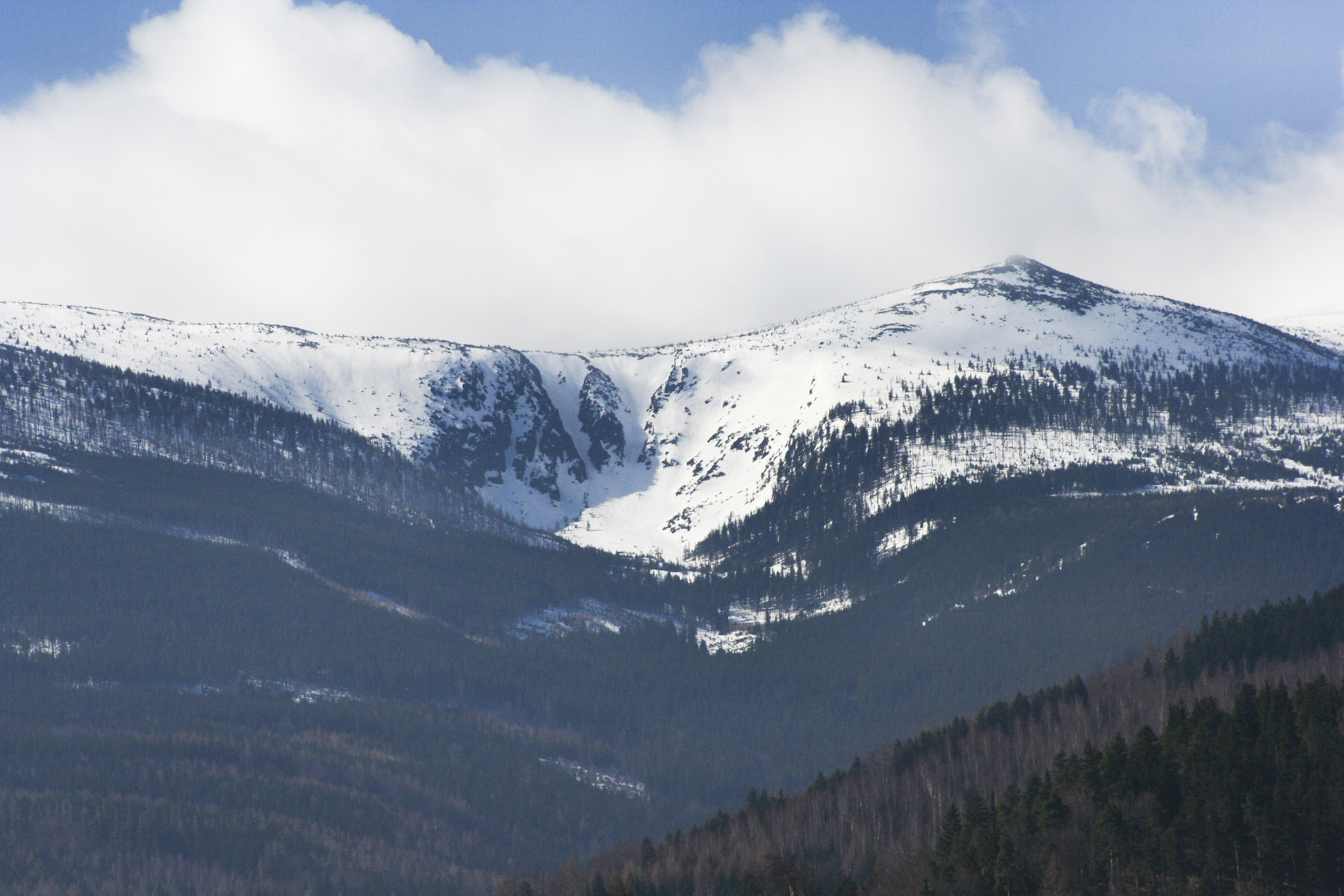
Czarny Kocioł Jagniątkowski, w głębi Śmielec

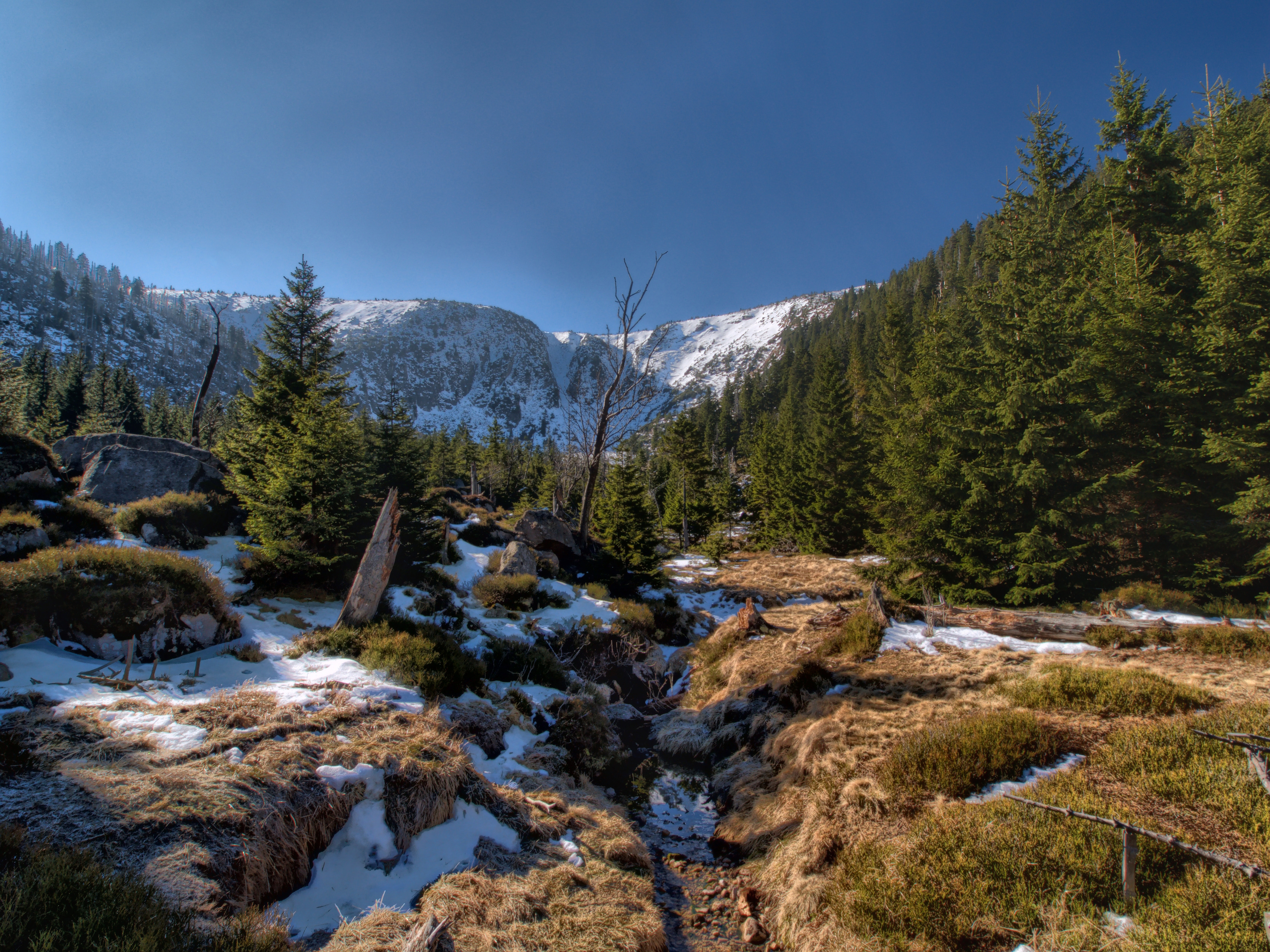
Widok na Czarny Kocioł Jagniątkowski ze Ścieżki nad Reglami, w granicach Karkonoskiego Parku Narodowego

Czarny Kocioł Jagniątkowski (niem. Schwarze Schneegrube) – kocioł polodowcowy w Sudetach Zachodnich, w Karkonoszach.
Czarny Kocioł Jagniątkowski położony jest w południowo-zachodniej Polsce, w Sudetach Zachodnich, w zachodniej części pasma Karkonoszy, na terenie Karkonoskiego Parku Narodowego, na północ od Czarnej Przełęczy, na północno-wschodnim zboczu Śmielca i północno-zachodnim zboczu Czeskich Kamieni.
Jest to łagodnie wykształcony kocioł polodowcowy. Kocioł podcina zbocza Śmielca i Czeskich Kamieni. Jego skalne ściany wyżłobione kilkoma żlebami, mające po kilkadziesiąt metrów wysokości, opadają stromo skalnymi stopniami do polodowcowego dna z moreną czołową najmłodszego etapu zlodowacenia. Jest jednym ze słabiej wykształconych kotłów karkonoskich. Górna krawędź kotła osiąga wysokość 1325 m n.p.m. Dno kotła znajduje się na wysokości 1130–1150 m n.p.m. na dnie rozciąga się  między morenami niewielka górska łaka -"Jaworowa Łąka". Osobliwością w pobliżu moreny czołowej jest trzymetrowy Wędrujący Kamień, który kilka razy zmieniał swoje położenie prawdopodobnie w wyniku schodzących lawin. Z kamieniem związane są liczne legendy. Kocioł polodowcowy otoczony urwistymi skałami nadaje Karkonoszom wysokogórski charakter. Z kotła wypływa górski potok Wrzosówka. W dolinie Wrzosówki znajdują się moreny czołowe i denne starszych etapów zlodowacenia. Najniższe moreny występują na wysokości 950 m n.p.m. Największy zasięg lodowca wynosił 1.700 m.
Kocioł powstał w plejstocenie, prawdopodobnie w czasie ostatniego zlodowacenia (bałtyckiego). 
Zbocza kotła porasta bogata roślinność górska, łąkowa i naskalna – sasanka alpejska, pierwiosnka maleńka, kosodrzewina. Kocioł stanowi ścisły rezerwat o powierzchni 22 ha, w którym chronione są formy skalne oraz bogata roślinność łąkowa i naskalna.
Kocioł swoją nazwę zawdzięcza wcześnie topniejącej pokrywie śnieżnej, która utrzymuje się tu do początku czerwca.
Czarny Kocioł Jagniątkowski stanowi szczególnie niebezpieczne miejsce zimą z powodu schodzących tu lawin oraz groźnych nawisów śnieżnych.

## Turystyka
W obrębie Czarnego Kotła Jagniątkowskiego przechodzą szlaki turystyczne:
- – czarny, prowadzący od Koralowej Ścieżki do dolnej krawędzi kotła.
- – zielony, prowadzący Ścieżką nad Reglami z okolicy schroniska pod Łabskim Szczytem przez Śnieżne Kotły do Przełęczy Karkonoskiej, przechodzi dolną krawędzią kotła.
- – niebieski, prowadzący Koralową Ścieżką z Jagniątkowa do czeskiego schroniska Mědvdí bouda, przechodzi nad zachodnią krawędzią kotła.

Z kotła rozciąga się widok na Góry Izerskie oraz rejon Szklarskiej Poręby.